# Emsbüren
Emsbüren är en kommun och ort i Landkreis Emsland i förbundslandet Niedersachsen i Tyskland.